# Xã Mendon, Quận Adams, Illinois
Xã Mendon (tiếng Anh: Mendon Township) là một xã thuộc quận Adams, tiểu bang Illinois, Hoa Kỳ. Năm 2010, dân số của xã này là 1.520 người.